# Městské muzeum a galerie Polička
Městské muzeum a galerie Polička bylo v roce 1991 zřízeno jako příspěvková organizace města Poličky a rozděleno na tři střediska: Městské muzeum (podsbírka historická), Městská galerie (podsbírka výtvarné umění) a Centrum Bohuslava Martinů v Poličce (podsbírka B. Martinů).

## Historie muzea

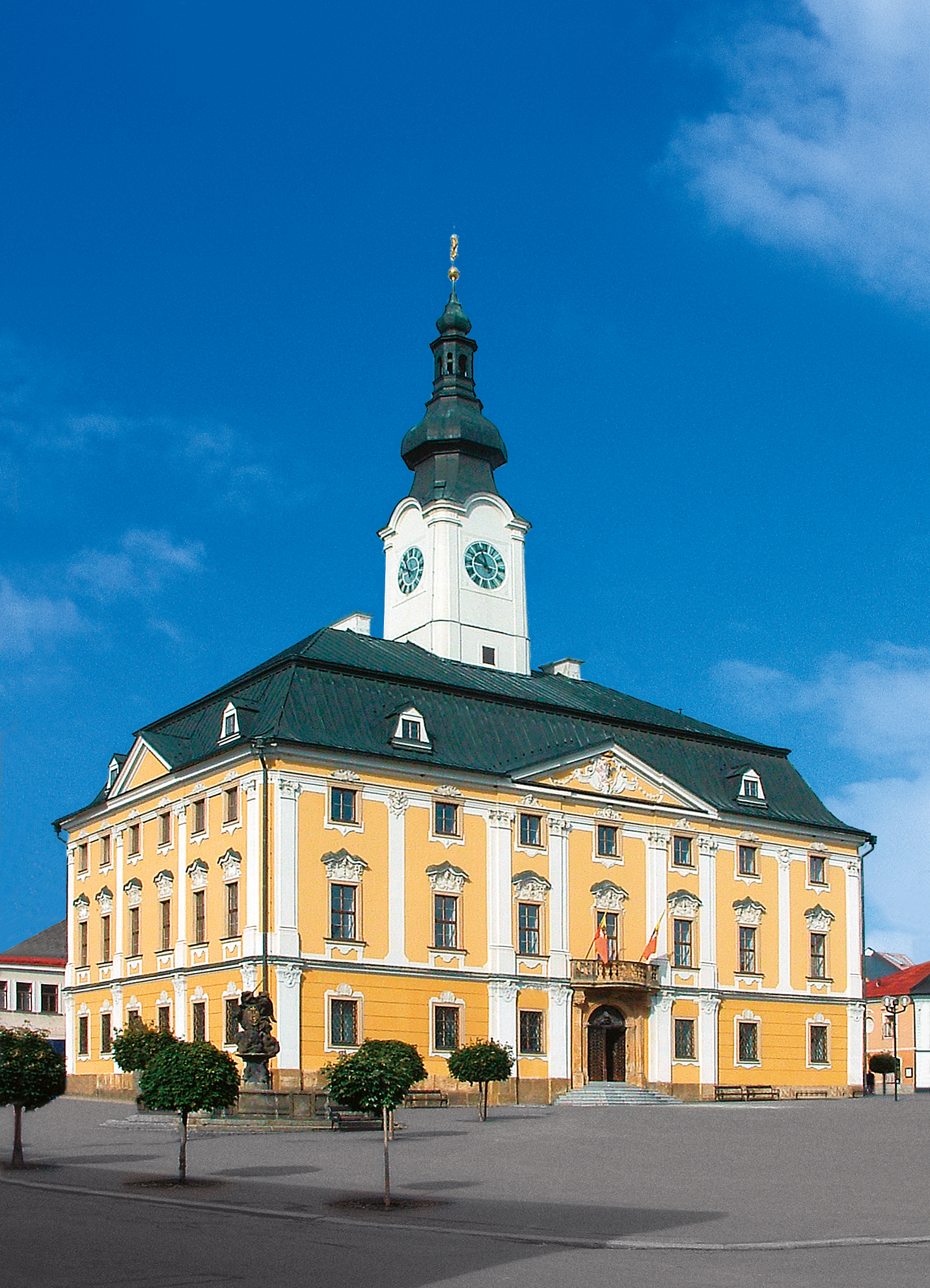
Radnice v Poličce, sídlo městské galerie

K založení muzejního spolku došlo z iniciativy ředitele obecné a měšťanské školy. Roku 1881 povolilo c.k. místodržitelství ustavení Musejního spolku „Palacký“ v Poličce, který vytvořil základ muzejních sbírek. Nový výbor s předsedou ing. Františkem Bukáčkem roku 1934 otevřel expozice muzea v budovách uvolněných chlapeckých obecných škol.
V roce 1936 byla zpřístupněna umělecká galerie „Českomoravská vysočina v dílech svých velkých synů“. V roce 1941 byl uspořádán „1. Východočeský umělecký salon v Poličce“ a založil historii pravidelných salonů (dosud poslední roku 2015). Roku 1953 byla ze zámku Bystré převezena a restaurována část zámecké obrazárny rodu Hohenemsů. Nový ředitel muzea Otokar Aleš Kukla se zasadil o změnu dosavadní orientace uměleckých salonů na současné moderní umění a v roce 1962 navrhl využít radniční budovu pro účely galerie a přeměnu instituce na krajskou galerii (pro nepochopení místních úřadů nebyl záměr realizován).

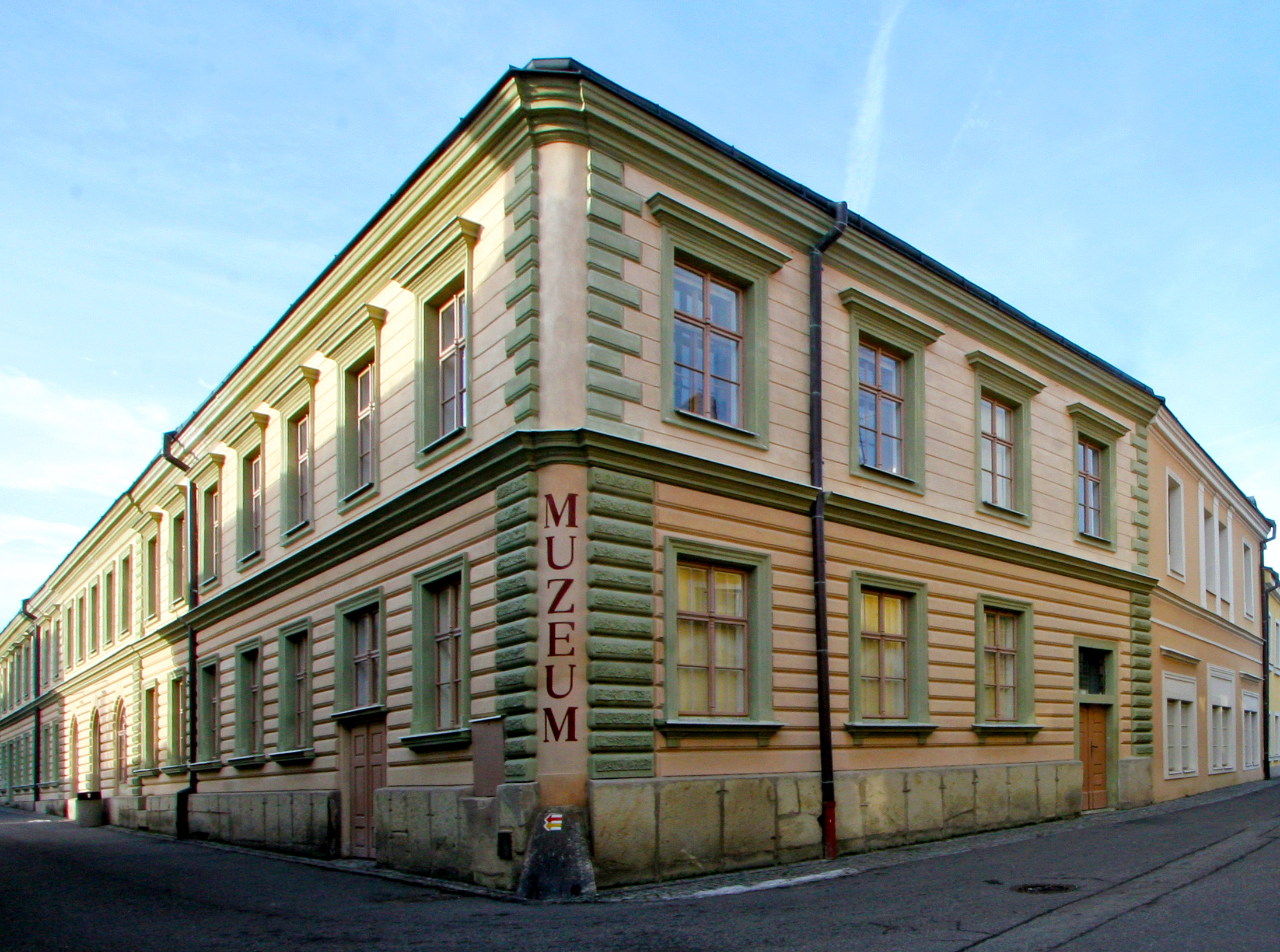
Muzeum Polička, Šaffova 112

Roku 1945 byla otevřena stálá „Výstavní síň Mistra Bohuslava Martinů“ a v roce 1947 pak byla zpřístupněna rodná světnička Bohuslava Martinů ve věži kostela. Roku 1957 byla vybudována samostatná expozice a sbírkové oddělení věnované Bohuslavu Martinů (nová instalace 1973)
V roce 1976 došlo k havárii kleneb a roku 1982 následovalo úplné uzavření expozic. Muzejníci pracovali v rozkolísaných podmínkách, řediteli Janu Kapustovi se však podařilo získat od Charlotty Martinů velkou kolekci notových rukopisů skladatele a aktivně se podílel i na zajištění převozu ostatků Bohuslava Martinů ze Švýcarska do Poličky (1979).
V roce 1984, s nástupem nového ředitele Davida Junka, byla dokončena rekonstrukce nově získané budovy a k 25. výročí úmrtí skladatele byla slavnostně zpřístupněna expozice "Památník Bohuslava Martinů". Podařilo se scelit Hohenemskou obrazárnu, jejíž další části se nacházely v zámku Litomyšl a Zákupy. V roce 1994 byla dokončena rekonstrukce radnice a slavnostně otevřeny stálé expozice: Staré umění na Poličsku, Obrazová galerie rodu Hohenemsů, Moderní umění na Poličsku a Bohuslav Martinů ve výtvarném umění.
Od poloviny 90. let se muzeum orientovalo na alternativní výstavní projekty a zapojilo se do programu Brána muzea otevřená (Nadace Open Society Fund Praha) a zapojilo se do zahraničních výstavních programů (B. Martinů, Hohenemská obrazárna).

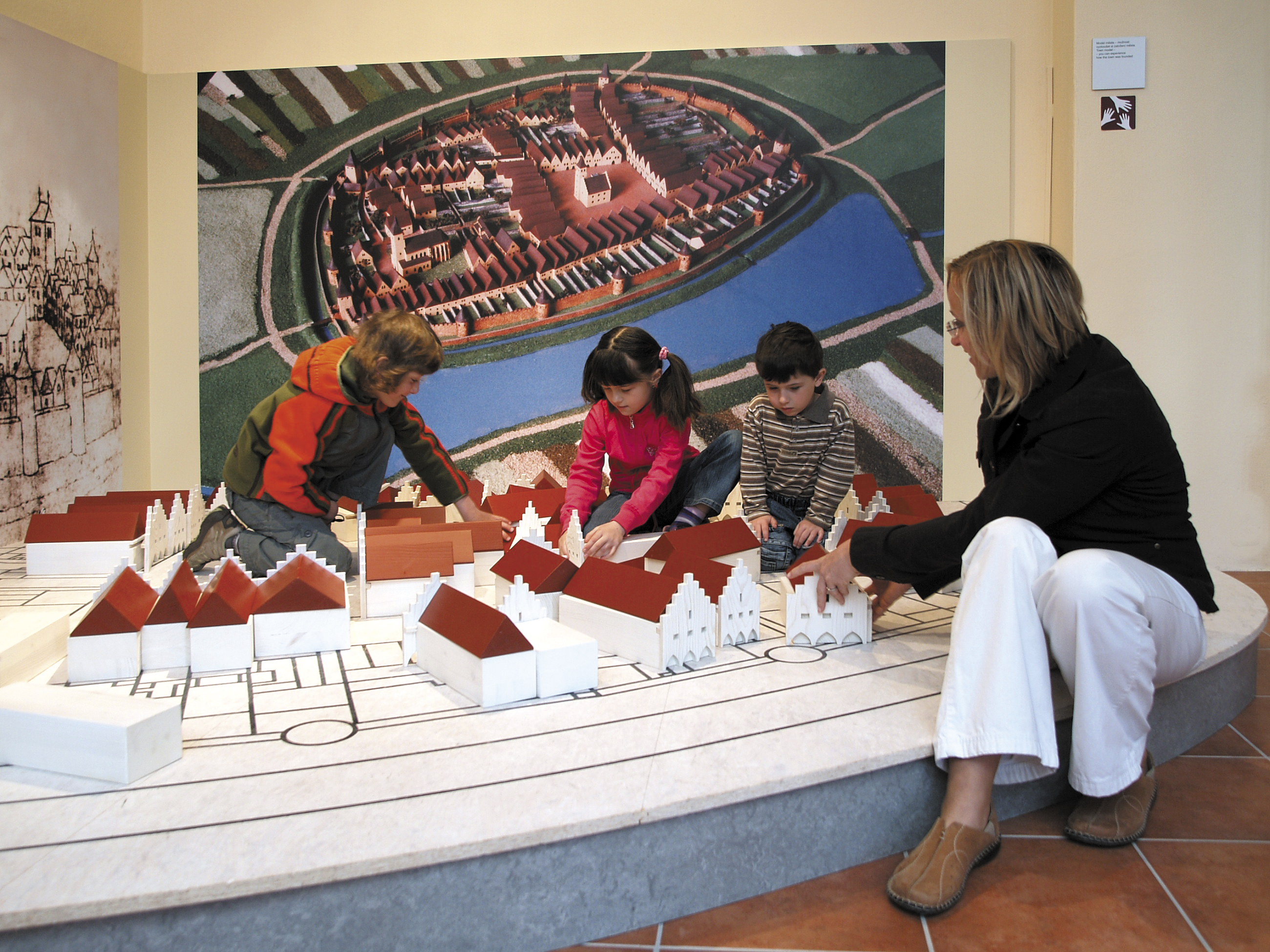
Městské muzeum a galerie Polička, program pro školy

Cílem vlastního programu muzea bylo odstranit vitríny jako bariéru mezi návštěvníkem a sbírkovými předměty a pomocí věrných replik (štípané kamenné nástroje, odlévané bronzové předměty, středověká zbroj ap.) umožnit přímý kontakt s předmětem. Dotykové výstavy Muzeum a škola: Od doby kamenné do doby slovanských hradišť; Doba měst a hradů, Husitské války se od roku 1998 každoročně opakují a fungují i jako putovní (do r. 2013 122.000 návštěvníků). Ve spolupráci s dalšími organizacemi ve městě probíhá poetická červnová noční prohlídka města Čas pro neobyčejné zážitky (od 2000).
V letech 2002-2006 byla rekonstruována hlavní muzejní budova čp. 112. a 4.4. 2009 zde byly slavnostně otevřeny nové expozice: Historie města Poličky a okolí, Sklářství na Horácku, Historická třída Bohuslava Martinů, Barevný svět Bohuslava Martinů.
Kromě toho jsou přístupné čtyři expozice starého a moderního umění v radnici, rodná světnička B. Martinů ve věži kostela, ochoz městských hradeb a výstavní sály pro krátkodobé výstavy.

### Historie muzejních budov
Budova čp. 112, Šaffova ulice. Na této mimořádně dlouhé parcele stávaly až do velkého požáru města v roce 1613 soukenické, kožešnické a ševcovské kotce (krámy). V letech 1740 – 1743 zde byla postavena kasárna. V roce 1841 byla v budově slavnostně otevřena chlapecká škola. Úprava fasády v novorenesančním slohu proběhla v roce 1890. Nárožní část přízemí sloužila do roku 1929 městskému divadlu. Z žáků chlapecké školy byl nejslavnějším absolventem Bohuslav Martinů (1897-1905).
Dům čp. 113 a 114, Tylova ulice. Původně měšťanské právovárečné domy, později modernizované.
Radnice, čp. 2 Palackého náměstí. Gotickou radnici z 2. poloviny 14. století (z níž se dochovala věž s kaplí) nahradila barokní novostavba palácového typu v letech 1739 – 1744. Polička byla v té době prosperující královské věnné město. Za války v roce 1941 došlo k přemístění starostenského úřadu. Od roku 1994 jsou v budově, která je národní kulturní památkou, stálé expozice starého a moderního umění městské galerie.

## Sbírky muzea
Sbírka historická dokládá na sbírkových předmětech historické a národopisné povahy vývoj města a regionu Poličska od počátků osídlení ve 13. století do současnosti. Nadregionální význam má horácké sklářství a lidový textil. Specifické postavení má muzejní knihovna.
Sbírka výtvarného umění – sbírkové předměty starého umění zahrnují všechny obory výtvarného umění na Poličsku od gotiky do 19. století. Evropský význam má obrazová galerie 92 děl rodu Hohenemsů s obrazy od druhé poloviny 16. století do 18. století ze zámku v Bystrém, nejcennější jsou skupinové portréty členů rodiny od vlámského malíře Anthonise Beuse. Fondy moderního umění jsou zaměřeny na výtvarníky 20. století, kteří se v regionu narodili nebo trvale působili a svým významem překročili hranice regionu.
Sbírka Bohuslava Martinů – sbírkové předměty dokládají život a dílo poličského rodáka – světoznámého hudebního skladatele Bohuslava Martinů (1890-1959). Nadregionální význam s celosvětovým dosahem má rozsáhlý soubor notových rukopisů, korespondence, fotografií, archiválií i třírozměrných předmětů. Probíhá úzká spolupráce s Nadací Bohuslava Martinů v Praze.